# 菲德尔·卡斯特罗·迪亚斯-巴拉特
菲德尔·安赫尔·卡斯特罗·迪亚斯-巴拉特（西班牙語：Fidel Ángel Castro Díaz-Balart；1949年9月1日—2018年2月1日）是古巴的一个核物理学家和政府官员。他是古巴革命领袖菲德尔·卡斯特罗和第一任妻子米尔塔·迪亚斯-巴拉特所生的长子，人们常称他为“菲德利托”（Fidelito）。2010年代，任古巴国务委员会科学顾问、古巴科学院副院长。
2018年2月1日，卡斯特罗·迪亚斯-巴拉特在哈瓦那自杀，享年68岁。此前，他曾接受过抑郁症的门诊治疗。他的遗体被安葬在哈瓦那克里斯托弗·哥伦布公墓的科学院墓区，位于法国生物化学家安德烈·沃伊森的墓地的右侧。